# Ardennerklassikerna
Ardennerklassikerna (nederländska/flamländska Ardense klassiekers, franska Classiques ardennaises) är en samlingsbeteckning för tre endagars cykellopp som avgörs i Ardennerna i Belgien och den nederländska provinsen Limburg under andra halvan av april. De är numera samlade under en åttadagarsperiod och utgörs av:
Dag 1 (söndag): Amstel Gold Race (Nederländerna)
Dag 4 (onsdag): Vallonska pilen (Belgien)
Dag 8 (söndag): Liège–Bastogne–Liège (Belgien)
Två cyklister har vunnit alla tre loppen samma år: Davide Rebellin (2004) och Philippe Gilbert (2011). Gilbert vann också Brabantse Pijl på onsdagen före Ardennerklassikerna och är därmed den enda som vunnit "kvadrupeln". Ytterligare fem har vunnit alla tre loppen, men inte samma år: Danilo Di Luca, Michele Bartoli, Eddy Merckx, Bernard Hinault och Tadej Pogačar. 
Sedan 2017 finns även en "damversion", eftersom alla tre tävlingarna numera innefattar även ett lopp för damer. 2017 vann Anna van der Breggen alla tre loppen och detta upprepades 2023 av Demi Vollering.
De "ingående" loppen är fristående och ingen samlad vinnare utses, men under perioden 1950 till 1964 gick Vallonska pilen (lördag) och Liège–Bastogne–Liège (söndag) samma helg (Amstel Gold Race startades först 1966) och en samlad vinnare utsågs i Week-end ardennais (på nederländska Ardens wielerweekend, "ardennernas cykelhelg") på poäng efter placering i de två loppen. Tävlingen "Week-end ardennais" återuppstod (utan att deltävlingarna flyttades ihop till samma helg) 1993, men lades ner igen efter 1997.
Alla tre loppen, både på herr- och damsidan, ingår i UCI WorldTour respektive UCI Women's WorldTour.

## Segrare

### Herrar
Sedan 1966 då första Amstel Gold Race hölls.
| År   | Amstel Gold Race     | Vallonska pilen      | Liège-Bastogne-Liège |
| ---- | -------------------- | -------------------- | -------------------- |
| 1966 | Jean Stablinski      | Michele Dancelli     | Jacques Anquetil     |
| 1967 | Arie Den Hartog      | Eddy Merckx          | Walter Godefroot     |
| 1968 | Harry Steevens       | Rik Van Looy         | Valere Van Sweevelt  |
| 1969 | Guido Reybrouck      | Jos Huysmans         | Eddy Merckx          |
| 1970 | Georges Pintens      | Eddy Merckx          | Roger De Vlaeminck   |
| 1971 | Frans Verbeeck       | Roger De Vlaeminck   | Eddy Merckx          |
| 1972 | Walter Planckaert    | Eddy Merckx          | Eddy Merckx          |
| 1973 | Eddy Merckx          | André Dierickx       | Eddy Merckx          |
| 1974 | Gerrie Knetemann     | Frans Verbeeck       | Georges Pintens      |
| 1975 | Eddy Merckx          | André Dierickx       | Eddy Merckx          |
| 1976 | Freddy Maertens      | Joop Zoetemelk       | Joseph Bruyère       |
| 1977 | Jan Raas             | Francesco Moser      | Bernard Hinault      |
| 1978 | Jan Raas             | Michel Laurent       | Joseph Bruyère       |
| 1979 | Jan Raas             | Bernard Hinault      | Dietrich Thurau      |
| 1980 | Jan Raas             | Giuseppe Saronni     | Bernard Hinault      |
| 1981 | Bernard Hinault      | Daniel Willems       | Josef Fuchs          |
| 1982 | Jan Raas             | Mario Beccia         | Silvano Contini      |
| 1983 | Phil Anderson        | Bernard Hinault      | Steven Rooks         |
| 1984 | Jacques Hanegraaf    | Kim Andersen         | Sean Kelly           |
| 1985 | Gerrie Knetemann     | Claude Criquielion   | Moreno Argentin      |
| 1986 | Steven Rooks         | Laurent Fignon       | Moreno Argentin      |
| 1987 | Joop Zoetemelk       | Jean-Claude Leclercq | Moreno Argentin      |
| 1988 | Jelle Nijdam         | Rolf Gölz            | Adri van der Poel    |
| 1989 | Eric Van Lancker     | Claude Criquielion   | Sean Kelly           |
| 1990 | Adri van der Poel    | Moreno Argentin      | Eric Van Lancker     |
| 1991 | Frans Maassen        | Moreno Argentin      | Moreno Argentin      |
| 1992 | Olaf Ludwig          | Giorgio Furlan       | Dirk De Wolf         |
| 1993 | Rolf Jaermann        | Maurizio Fondriest   | Rolf Sørensen        |
| 1994 | Johan Museeuw        | Moreno Argentin      | Jevgenij Berzin      |
| 1995 | Mauro Gianetti       | Laurent Jalabert     | Mauro Gianetti       |
| 1996 | Stefano Zanini       | Lance Armstrong      | Pascal Richard       |
| 1997 | Bjarne Riis          | Laurent Jalabert     | Michele Bartoli      |
| 1998 | Rolf Jaermann        | Bo Hamburger         | Michele Bartoli      |
| 1999 | Michael Boogerd      | Michele Bartoli      | Frank Vandenbroucke  |
| 2000 | Erik Zabel           | Francesco Casagrande | Paolo Bettini        |
| 2001 | Erik Dekker          | Rik Verbrugghe       | Oscar Camenzind      |
| 2002 | Michele Bartoli      | Mario Aerts          | Paolo Bettini        |
| 2003 | Aleksandr Vinokurov  | Igor Astarloa        | Tyler Hamilton       |
| 2004 | Davide Rebellin      | Davide Rebellin      | Davide Rebellin      |
| 2005 | Danilo Di Luca       | Danilo Di Luca       | Aleksandr Vinokurov  |
| 2006 | Fränk Schleck        | Alejandro Valverde   | Alejandro Valverde   |
| 2007 | Stefan Schumacher    | Davide Rebellin      | Danilo Di Luca       |
| 2008 | Damiano Cunego       | Kim Kirchen          | Alejandro Valverde   |
| 2009 | Sergej Ivanov        | Davide Rebellin      | Andy Schleck         |
| 2010 | Philippe Gilbert     | Cadel Evans          | Aleksandr Vinokurov  |
| 2011 | Philippe Gilbert     | Philippe Gilbert     | Philippe Gilbert     |
| 2012 | Enrico Gasparotto    | Joaquim Rodríguez    | Maxim Iglinskij      |
| 2013 | Roman Kreuziger      | Daniel Moreno        | Dan Martin           |
| 2014 | Philippe Gilbert     | Alejandro Valverde   | Simon Gerrans        |
| 2015 | Michał Kwiatkowski   | Alejandro Valverde   | Alejandro Valverde   |
| 2016 | Enrico Gasparotto    | Alejandro Valverde   | Wout Poels           |
| 2017 | Philippe Gilbert     | Alejandro Valverde   | Alejandro Valverde   |
| 2018 | Michael Valgren      | Julian Alaphilippe   | Bob Jungels          |
| 2019 | Mathieu van der Poel | Julian Alaphilippe   | Jakob Fuglsang       |
| 2020 | Inställt             | Marc Hirschi         | Primož Roglič        |
| 2021 | Wout van Aert        | Julian Alaphilippe   | Tadej Pogačar        |
| 2022 | Michał Kwiatkowski   | Dylan Teuns          | Remco Evenepoel      |
| 2023 | Tadej Pogačar        | Tadej Pogačar        | Remco Evenepoel      |
| 2024 | Tom Pidcock          | Stephen Williams     | Tadej Pogačar        |
| 2025 | Mattias Skjelmose    | Tadej Pogačar        | Tadej Pogačar        |
| År   | Amstel Gold Race     | Vallonska pilen      | Liège-Bastogne-Liège |

### Damer
Sedan 2017 då första Amstel Gold Race och första Liège-Bastogne-Liège hölls.
| År   | Amstel Gold Race     | Vallonska pilen      | Liège-Bastogne-Liège |
| ---- | -------------------- | -------------------- | -------------------- |
| 2017 | Anna van der Breggen | Anna van der Breggen | Anna van der Breggen |
| 2018 | Chantal Blaak        | Anna van der Breggen | Anna van der Breggen |
| 2019 | Katarzyna Niewiadoma | Anna van der Breggen | Annemiek van Vleuten |
| 2020 | Inställt             | Anna van der Breggen | Lizzie Deignan       |
| 2021 | Marianne Vos         | Anna van der Breggen | Demi Vollering       |
| 2022 | Marta Cavalli        | Marta Cavalli        | Annemiek van Vleuten |
| 2023 | Demi Vollering       | Demi Vollering       | Demi Vollering       |
| 2024 | Marianne Vos         | Katarzyna Niewiadoma | Grace Brown          |
| 2025 | Mischa Bredewold     | Puck Pieterse        | Kimberley Le Court   |

## Week-end ardennais
Segrare sammanlagt och i respektive deltävling.
| År   | Week-end ardennais    | Vallonska pilen       | Liège-Bastogne-Liège                 |
| 1950 | Raymond Impanis       | Fausto Coppi          | Prosper Depredomme                   |
| 1951 | Ferdi Kübler          | Ferdi Kübler          | Ferdi Kübler                         |
| 1952 | Ferdi Kübler          | Ferdi Kübler          | Ferdi Kübler                         |
| 1953 | Jean Storms           | Stan Ockers           | Alois De Hertog                      |
| 1954 | Marcel Ernzer         | Germain Derijcke      | Marcel Ernzer                        |
| 1955 | Stan Ockers           | Stan Ockers           | Stan Ockers                          |
| 1956 | Richard Van Genechten | Richard Van Genechten | Fred De Bruyne                       |
| 1957 | Frans Schoubben       | Raymond Impanis       | Frans Schoubben och Germain Derijcke |
| 1958 | Fred De Bruyne        | Rik Van Steenbergen   | Fred De Bruyne                       |
| 1959 | Frans Schoubben       | Jos Hoevenaars        | Fred De Bruyne                       |
| 1960 | Albertus Geldermans   | Pino Cerami           | Albertus Geldermans                  |
| 1961 | Rik Van Looy          | Willy Vannitsen       | Rik Van Looy                         |
| 1962 | Rolf Wolfshohl        | Henri Dewolf          | Jef Planckaert                       |
| 1963 | Raymond Poulidor      | Raymond Poulidor      | Frans Melckenbeeck                   |
| 1964 | Willy Bocklant        | Gilbert Desmet        | Willy Bocklant                       |
|      |                       |                       |                                      |
| 1993 | Maurizio Fondriest    | Maurizio Fondriest    | Rolf Sørensen                        |
| 1994 | Jevgenij Berzin       | Moreno Argentin       | Jevgenij Berzin                      |
| 1995 | Laurent Jalabert      | Laurent Jalabert      | Mauro Gianetti                       |
| 1996 | Lance Armstrong       | Lance Armstrong       | Pascal Richard                       |
| 1997 | Laurent Jalabert      | Laurent Jalabert      | Michele Bartoli                      |